# Maigret e la vecchia signora
Maigret e la vecchia signora (titolo orig. Maigret et la Vieille Dame) è un romanzo poliziesco di Georges Simenon con protagonista il Commissario Maigret, il trentatreesimo della serie dedicata al celebre investigatore della polizia francese.
La scrittura del romanzo avvenne a Carmel-by-the-Sea, California, USA, dal 29 novembre all'8 dicembre 1949: fu pubblicato in Francia il 28 febbraio 1950 per i tipi della Presses de la Cité.

## Trama

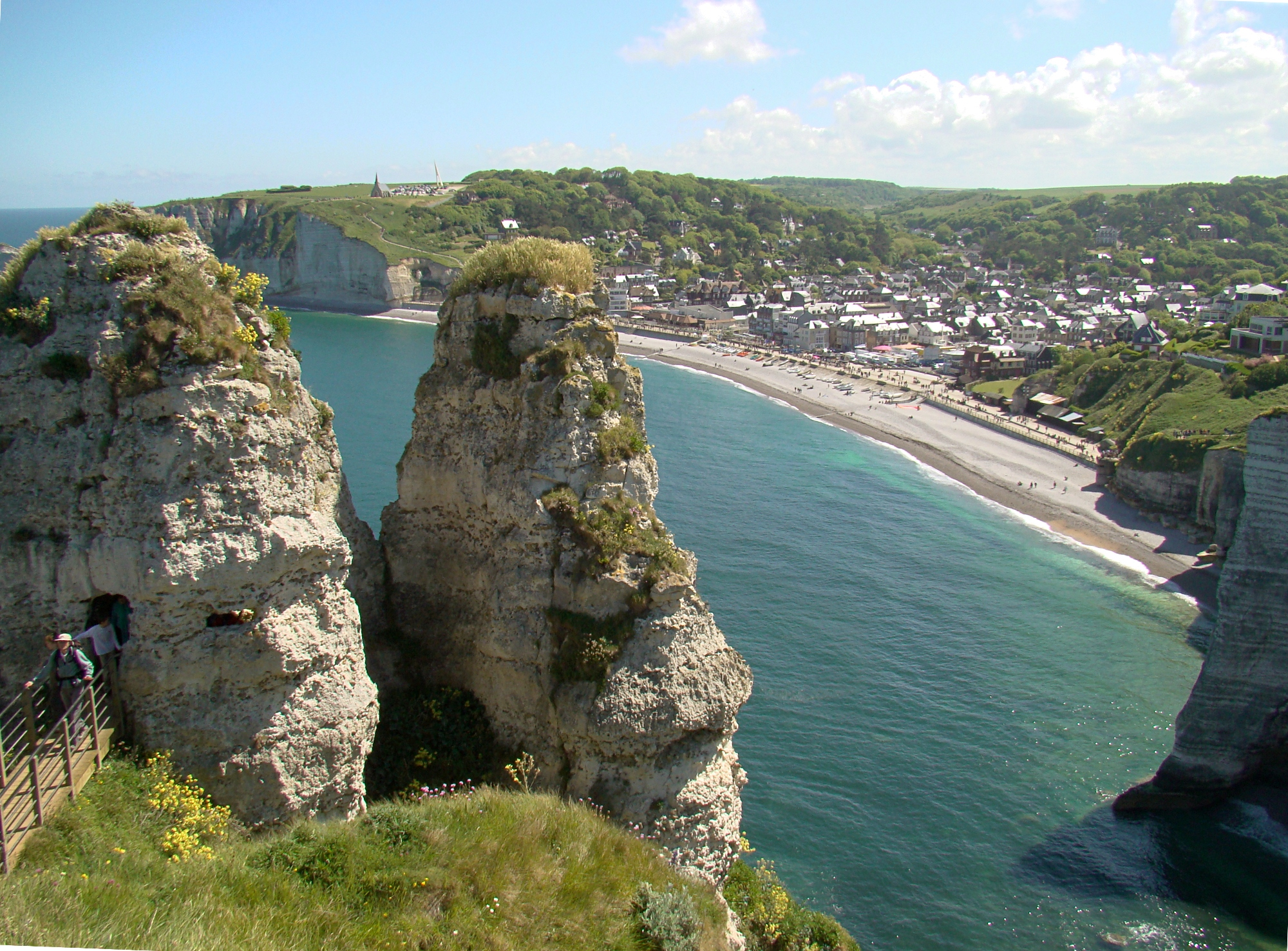
Étretat vista sulle Falaises d'Aval

Durante la festa di compleanno, per la quale si sono riuniti la figlia ed i figliastri di un'anziana signora, Valentine Besson, abitante a Étretat, la cameriera, Rose Trochu, muore avvelenata. La vecchia signora chiama Maigret sostenendo che il veleno fosse riservato a lei, e che vogliono ucciderla. Maigret esclude che il movente possa essere l'eredità in quanto la donna, una volta ricca, non possiede che la casa e pochi gioielli di poco valore. Il marito Ferdinand, farmacista, quando era vivo aveva infatti accumulato una fortuna con l'invenzione e la vendita di una crema di bellezza, ma ora non era rimasto quasi più niente. I sospetti comunque si indirizzano verso i congiunti:la figlia Arlette (sposata con Julien Sudre), i figliastri Théo (scapolo) e Charles (con moglie e quattro figli), deputato. Mentre Maigret indaga sulle loro vite che si rivelano piuttosto complicate - tranne quella del "noioso" Charles Besson - , e trova un anello con uno smeraldo vero, tra gli oggetti di Rose Trochu. Capisce che i gioielli non sono falsi, come si credeva e che qualcuno doveva aver saputo e lo aveva nascosto agli altri. 
Un nuovo delitto viene poi commesso in casa. La vecchia signora ha sparato a Henri Trochu, fratello di Rose, al cancello, credendolo un ladro. Maigret capisce tutto: Rose sapeva dei gioielli e Théo era in qualche modo suo complice o comunque coinvolto, e Valentine Besson voleva ucciderlo, ma per sbaglio ha ucciso il fratello di Rose. Maigret ritorna a Parigi lasciando che la polizia locale arresti la vecchia signora. L'inchiesta si è svolta in due giorni: da mercoledì 6 a giovedì 7 settembre.

## Adattamenti

### Televisione
- Episodio dal titolo The Old Lady, facente parte della serie televisiva Maigret, trasmesso per la prima volta sulla BBC il 28 novembre 1960, con Rupert Davies nel ruolo del commissario Maigret.
- Episodio dal titolo Maigret et la dame d'Étretat, facente parte della serie televisiva Les enquêtes du commissaire Maigret per la regia di Stéphane Bertin, trasmesso per la prima volta su Antenne 2 il 10 settembre 1979, con Jean Richard nel ruolo del commissario Maigret.
- Episodio dal titolo Maigret et la Vieille Dame, facente parte della serie televisiva Il commissario Maigret per la regia di David Delrieux, trasmesso per la prima volta nel dicembre 1994, con Bruno Cremer nel ruolo del commissario Maigret.

## Edizioni italiane
- Maigret e la vecchia signora, Il Romanzo per tutti (anno VII, n° 49), rivista quindicinale de Corriere della Sera n.17, 1º settembre 1951.
- Maigret e la vecchia signora, traduzione di Bruno Just Lazzari, Collana Il girasole. Biblioteca Economica n° 70, Milano, Mondadori, 1957. - Collana Il girasole n°174, Mondadori, 1961; Collana Le inchieste del commissario Maigret n°42, Mondadori, 1967;
- Maigret e la vecchia signora, traduzione di Donatella Zazzi, Collana Oscar Gialli n°234, Milano, Mondadori, 1991.
- Maigret e la vecchia signora, traduzione di Massimo Scotti, Collana gli Adelphi. Le inchieste di Maigret n° 173, Milano, Adelphi, 2000, ISBN 978-88-459-1555-0.
- in  I Maigret 7, Collana Maigret, Milano, Adelphi, 2014, ISBN 978-88-459-2953-3. - nuova ed., Adelphi, 2019, ISBN 978-88-459-3379-0.